# Сињево
Сињево је насељено мјесто у општини Пале, Република Српска, БиХ. Према попису становништва из 1991. у насељу је живјело 146 становника.

## Становништво
| Националност       | 1991. | 1981. | 1971. | 1961. |
| Срби               | 143   | 144   | 149   | 182   |
| Југословени        | 3     | 24    |       |       |
| Хрвати             |       |       | 1     |       |
| остали и непознато |       |       |       | 1     |
| Укупно             | 146   | 168   | 150   | 183   |

| Демографија | Демографија | Демографија |
| Година      | Становника  | Становника  |
| ----------- | ----------- | ----------- |
| 1961.       | 183         |             |
| 1971.       | 150         |             |
| 1981.       | 168         |             |
| 1991.       | 146         |             |

## Култура
Сињево припада парохији у Мокром, Српске православне цркве чије је седиште Црква Успења Пресвете Богородице у Мокром.